# ヨー・フィンセント

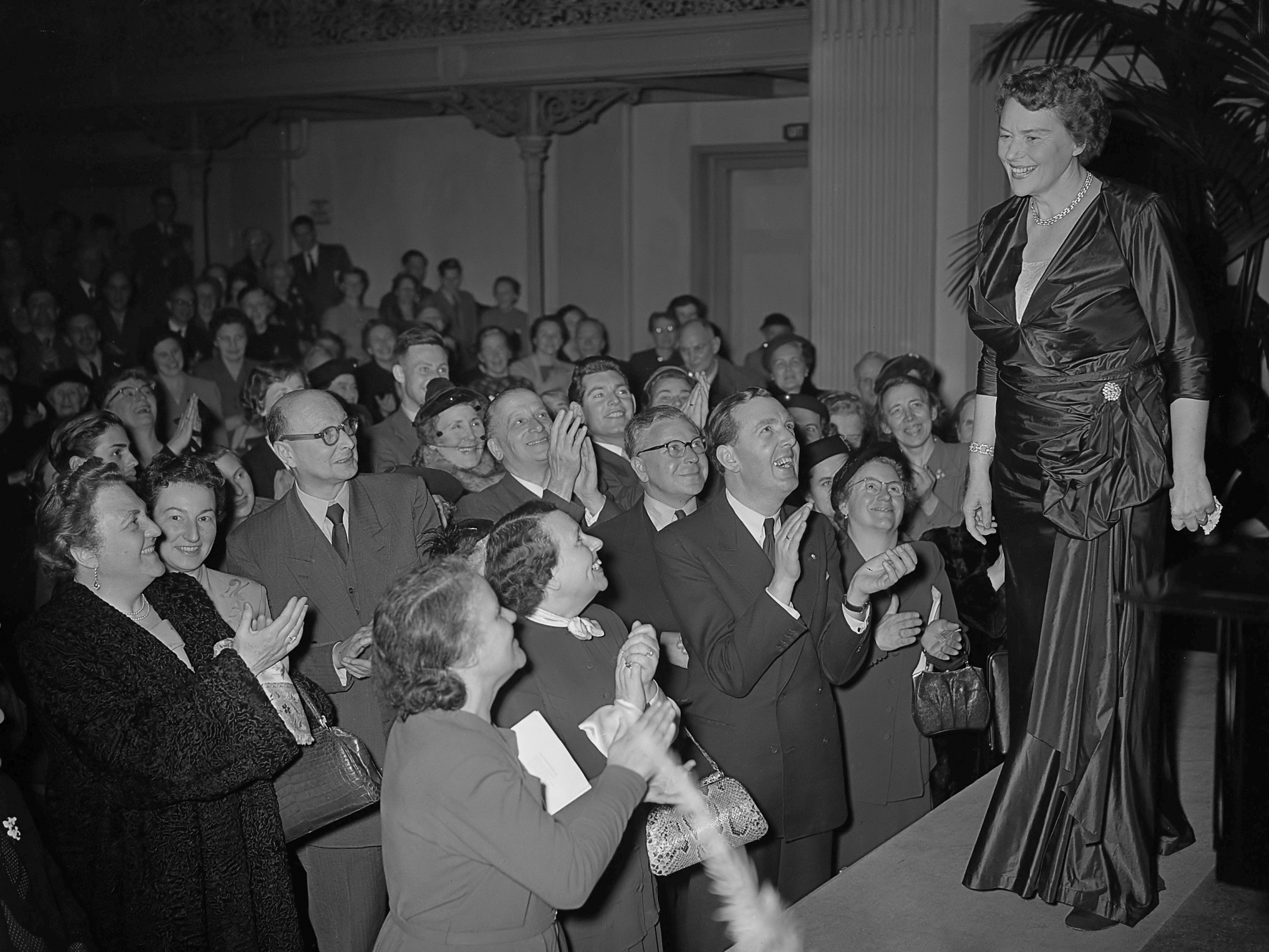
ヨー・フィンセント (1953)

ヨー・フィンセント（Jo Vincent, 1898年6月3日 - 1989年11月28日は、オランダ出身のソプラノ歌手。本名はヨハンナ・マリア・フィンセント(Johanna Maria Vincent)。
アムステルダムのピアノ教師の家に生まれた。9歳の頃からキャサリナ・ファン・レンヌに声楽を学ぶ。父親からは事務職での就職を望まれたが、ヴィルヘルミナ・デ・フェルデ・ロングの下で声楽の勉強をつづけ、1920年にアッセンデルフトで歌手デビューを飾った。1923年にはコルネリス・ドッパーの指揮するアムステルダム・コンセルトヘボウ管弦楽団と共演。その翌年からはウィレム・メンゲルベルクと共演し、その後しばしばメンゲルベルクと共演した。第二次世界大戦後も歌手活動を続けたが、1953年に引退した。
モナコにて死去。